# Eno (Tracia)

Mapa donde se puede apreciar la ubicación de Eno, al norte.

Eno (en griego Αἶνος, Aïnos) era una antigua ciudad griega de Tracia, localizada en la moderna Enez (Turquía). Estaba situada en la orilla izquierda del Hebro, cerca de su desembocadura y no muy lejos del golfo de Melas (actual golfo de Saros), al oeste del Quersoneso Tracio. 

## Mitología
En la mitología, su mítico y epónimo fundador se dice que fue Eno, un hijo del dios Apolo y padre de Cícico. Otro gobernante mítico, llamado Poltis, hijo de Poseidón, hospedó a Heracles cuando fue a Eno. En dicha ocasión, Heracles asesinó a Sarpedón, el insolente hermano de Poltis. Según Estrabón, Sarpedón es el nombre de un cabo cerca de Eno, así que tanto Poltis como Sarpedón parecerían ser epónimos. 
En la Ilíada, Homero menciona que el jefe de los tracios aliados de Troya, Píroo, procedía de Eno. Una tradición ubicaba allí la tumba de Polidoro, hijo del rey Príamo de Troya.
Había una estatua de Hermes venerada en Eno que había sido realizada en Troya, según la leyenda, por Epeo. Cuando el río Escamandro creció para atacar a Aquiles, la estatua, que era de madera, fue llevada por la corriente a la costa próxima a Eno, donde fue recogida por unos pescadores. Estos trataron de cortarla para convertirla en leña pero no lo lograron, ni tampoco ardió y cuando la arrojaron de nuevo al mar fue cogida otra vez en las redes, por lo que, al entender que se trataba de una estatua divina, le construyeron un santuario.
Eno también se la ha relacionado con la ciudad que, según la Eneida, fue fundada por Eneas tras escapar de Troya en la costa de Tracia y que llamó Enéades en honor de su propio nombre.

## Historia
En el origen ciudad tracia, fue fundada en territorio de los apsintios, y primitivamente se llamó Poltiobria, por el nombre del rey tracio Poltis. Según unos autores fue refundada por colonos griegos de origen eolio en el siglo VII a. C.; según otros por inmigrantes de Lesbos. Estrabón dice que había sido colonia de Alopeconeso antes de serlo de Mitilene y de Cime. Aparece esporádicamente en las fuentes griegas clásicas. Su historia y su topografía permanecen, no obstante, muy mal conocidas. 
Es citada por Heródoto como uno de los lugares por donde pasó el ejército de Jerjes en su campaña contra Grecia de 480 a. C.
Eno perteneció a la Liga de Delos en la guerra del Peloponeso y se hizo en 375 a. C. miembro de la Segunda Liga ateniense. En torno al año 342 a. C. la ciudad hizo defección de los atenienses y aceptaron que se instalase una guarnición macedonia.
Antes del año 241 a. C., en la Tercera Guerra Siria Ptolomeo III Evergetes se apoderó de Eno y Maronea, y desde entonces ambas ciudades fueron el principal punto de apoyo de la imperio lágida en Tracia hasta que fueron disputadas por los seléucidas y macedonios, bajo cuyo control pasaron sucesivamente a principios del siglo II a. C. Tras la Paz de Apamea, en 188 a. C. los romanos enviaron barcos para garantizar que se retiraran las guarniciones de Antíoco III de Eno y Maronea para que así se convirtieran en ciudades libres.
En la época bizantina, Justiniano la habría fortificado, según Procopio de Cesárea, y la ciudad aún aparece en el Synekdèmos de Hierocles, como capital de la provincia de Ródope. Fue también una sede episcopal y, a partir de 1032, una metrópoli.
En la antigua acrópolis se alzaba el emplazamiento medieval de la familia genovesa de Gattilusio, hasta la ocupación de la ciudad por el sultán otomano Mehmed II en 1456.